# Discografia de James Morrison
Esta é a discografia do cantor James Morrison, do Reino Unido.

## Álbuns

### Álbuns de estúdio
| Álbum                         | Detalhes do Álbum                                                                                 | Melhores posições | Melhores posições | Melhores posições | Melhores posições | Melhores posições | Melhores posições | Melhores posições | Melhores posições | Melhores posições | Melhores posições | Vendas                      | Certificações                                                                                                |
| Álbum                         | Detalhes do Álbum                                                                                 | UK                | AUS               | AUT               | GER               | IRE               | NLD               | NZ                | SWE               | SWI               | US                | Vendas                      | Certificações                                                                                                |
| ----------------------------- | ------------------------------------------------------------------------------------------------- | ----------------- | ----------------- | ----------------- | ----------------- | ----------------- | ----------------- | ----------------- | ----------------- | ----------------- | ----------------- | --------------------------- | --- |
| Undiscovered                  | - Lançamento: 10 de julho de 2006 - Formato(s): CD, download digital - Gravadora(s): Polydor      | 1                 | 17                | 14                | 13                | 5                 | 5                 | 4                 | 10                | 15                | 24                | - : 4.500.000 - : 1.500.000 | - BPI: 5× Platina - ARIA: Platina - BVMI: Ouro - IRMA: Platina - NVPI: Ouro - RMNZ: Platina - IFPI SWI: Ouro |
| Songs for You, Truths for Me  | - Lançamento: 26 de setembro de 2008 - Formato(s): CD, download digital - Gravadora(s): Polydor   | 3                 | 21                | 26                | 13                | 1                 | 11                | 19                | 25                | 12                | 49                | - : 1.500.000 - : 900.000   | - BPI: 3× Platina                                                                                            |
| The Awakening                 | - Lançamento: 23 de setembro de 2011 - Formato(s): CD, download digital - Gravadora(s): Island    | 1                 | 9                 | 5                 | 11                | 2                 | 7                 | 29                | 7                 | 1                 | 49                | - : 1.000.000 - : 400.000   | - BPI: Platina - BVMI: Ouro - IFPI AUT: Ouro                                                                 |
| Higher Than Here              | - Lançamento: 30 de outubro de 2015 - Formato(s): CD, download digital - Gravadora(s): Island     | 7                 | 94                | 33                | 22                | 45                | 15                | —                 | —                 | 3                 | —                 | - : 60.000                  | - BPI: Prata                                                                                                 |
| You're Stronger Than You Know | - Lançamento: 08 de março de 2019 - Formato(s): CD, download digital - Gravadora(s): Stanley Park | 14                | —                 | 52                | 37                | —                 | 58                | —                 | —                 | 12                | —                 |                             | |

### Extended plays (EP)
| Título                        | Detalhes do álbum                                                              |
| ----------------------------- | ------------------------------------------------------------------------------ |
| Live from Air Studios, London | - Lançado: 5 de maio de 2009 - Gravadora: Polydor - Formato: download digital  |
| iTunes Festival: London 2011  | - Lançado: 5 de agosto de 2011 - Gravadora: Island - Formato: download digital |

## Singles
| "You Give Me Something"                                         | 2006 | 5   | 7   | 8  | 31 | 14 | 2  | 10 | 1  | 25 | 4  | —                                      | Undiscovered                 |
| "Wonderful World"                                               | 2006 | 8   | —   | 57 | 87 | 31 | 8  | —  | 16 | —  | 35 | —                                      | Undiscovered                 |
| "The Pieces Don't Fit Anymore"                                  | 2006 | 30  | —   | —  | —  | —  | 30 | —  | —  | —  | —  | —                                      | Undiscovered                 |
| "Undiscovered"                                                  | 2007 | 63  | —   | —  | —  | —  | 30 | —  | —  | —  | —  | —                                      | Undiscovered                 |
| "One Last Chance"                                               | 2007 | —   | —   | —  | —  | —  | —  | —  | —  | —  | —  | —                                      | Undiscovered                 |
| "You Make It Real"                                              | 2008 | 7   | 100 | —  | 71 | 38 | 18 | —  | —  | —  | —  | —                                      | Songs for You, Truths for Me |
| "Broken Strings" (featuring Nelly Furtado)                      | 2008 | 2   | 80  | 2  | 1  | 2  | 5  | 14 | 10 | 5  | 1  | - GER: Ouro - SWI: Ouro - NZ: Ouro     | Songs for You, Truths for Me |
| "Please Don't Stop the Rain"                                    | 2009 | 33  | —   | —  | —  | 44 | 20 | —  | —  | —  | 51 | —                                      | Songs for You, Truths for Me |
| "Nothing Ever Hurt Like You"                                    | 2009 | 149 | —   | —  | —  | —  | 9  | —  | —  | —  | —  | —                                      | Songs for You, Truths for Me |
| "Get to You"                                                    | 2009 | 104 | —   | —  | —  | —  | 25 | —  | —  | —  | —  | —                                      | Songs for You, Truths for Me |
| "I Won't Let You Go"                                            | 2011 | 5   | 19  | 1  | 11 | 11 | 55 | 8  | —  | 42 | 3  | - AUS: Ouro - UK: Prata - ITA: Platina | The Awakening                |
| "Up" (featuring Jessie J)                                       | 2011 | 30  | —   | 24 | 19 | —  | 43 | —  | —  | —  | 37 | —                                      | The Awakening                |
| "Slave to the Music"                                            | 2012 | —   | —   | —  | —  | —  | 10 | —  | —  | —  | —  | —                                      | The Awakening                |
| "One Life"                                                      | 2012 | 159 | —   | —  | —  | —  | —  | —  | —  | —  | —  | —                                      | The Awakening                |
| "—" denota álbum que não entrou na tabela ou não foi divulgado. |      |     |     |    |    |    |    |    |    |    |    |                                        |                              |

### Outras paradas musicais
| Canção                  | Ano  | Parada | Álbum                     |
| Canção                  | Ano  | UK     | Álbum                     |
| ----------------------- | ---- | ------ | ------------------------- |
| "Sitting on a Platform" | 2008 | 136    | "You Make It Real" single |

## Videoclipes
| Year | Canção                                   | Diretor(es)                   |
| ---- | ---------------------------------------- | ----------------------------- |
| 2006 | "You Give Me Something"                  | Phil Andalman, Magali Selosse |
| 2006 | "You Give Me Something" - Segunda versão | Sam Brown                     |
| 2006 | "Wonderful World"                        | Sam Brown                     |
| 2006 | "The Pieces Don't Fit Anymore"           | David Mould                   |
| 2007 | "Call The Police"                        |                               |
| 2007 | "Undiscovered"                           | Mark Wordsworth               |
| 2007 | "One Last Chance"                        |                               |
| 2008 | "You Make It Real"                       | Daniel Wolfe                  |
| 2008 | "Nothing Ever Hurt Like You"             | Nick and Fred                 |
| 2008 | "Broken Strings" (feat. Nelly Furtado)   | Micah Meisner                 |
| 2009 | "Please Don't Stop The Rain"             |                               |
| 2009 | "Get To You"                             |                               |
| 2011 | "I Won't Let You Go"                     | Phil Griffin                  |
| 2011 | "Slave to the Music"                     |                               |
| 2011 | "Up (feat. Jessie J)"                    |                               |
| 2012 | "One Life"                               |                               |

## Outras versões
| Ano  | Canção                                         | Título                                          |
| ---- | ---------------------------------------------- | ----------------------------------------------- |
| 2006 | "It's Too Late" (versão de Carole King)        | Take It Easy: 15 Soft Rock Anthems (Q Playlist) |
| 2007 | "Come Back and Stay" (versão de Paul Young)    | Radio 1 Established 1967                        |
| 2008 | "Details in the Fabric" (por Jason Mraz)       | We Sing. We Dance. We Steal Things.             |
| 2009 | "Watch and Wait"                               |                                                 |
| 2010 | "A Change is Gonna Come" (versão de Sam Cooke) | The Imagine Project                             |